# Eberhard Schmidt (Musiker)
Eberhard Schmidt (* 2. Mai 1930 in Berlin; † 25. November 2011) war ein deutscher Studienrat und Musikfunktionär.

## Leben, Leistungen und Werk
Schmidt studierte Schulmusik in Berlin und begann mit 24 Jahren als Lehrer unter anderem in Bad Iburg.
Von 1961 bis 1990 war er Lehrer für Englisch und Musik an der Tellkampfschule Hannover. 20 Jahre lang leitete er den Hannoverschen Männer-Chor "Augustus-Chor". Von 1966 bis 1988 war er Hauptausschussmitglied bei Jugend musiziert. Zwischen 1980 und 1993 war er Präsident des Landesmusikrats Niedersachsen.

## Auszeichnungen
- 1990: Bundesverdienstkreuz 1. Klasse[1]
- 1985: Niedersächsisches Verdienstkreuz am Bande[1]
- Ehrenpräsident des Landesmusikrats Niedersachsen